# Келлі Павлік
Келлі Павлік (англ. Kelly Pavlik; 4 квітня 1982, Янгстаун, Огайо, США) — американський боксер-професіонал, який виступав в середній ваговій категорії. Чемпіон світу в середній (версія WBC, 2007—2010; версія WBO, 2007—2010) ваговій категорії.